# Italian Music Awards
Gli Italian Music Awards sono stati dei premi ideati nel 2000 dalla Federazione Industria Musicale Italiana e consegnati per la prima volta nel 2001, con lo scopo di onorare i risultati ottenuti nel mercato discografico italiano da parte della migliore produzione musicale nazionale ed internazionale.
Tra i premi musicali italiani si registrano, per storicità e presenza di big della musica leggera, il Premio Tenco, il Premio Lunezia e il Festival di Musicultura e alcune altre rassegne della penisola dedicate al valore cantautorale dell'arte-canzone. 

## Storia
I premi venivano assegnati da una academy costituita da un totale di 400 persone, scelte come rappresentanza di discografici, giornalisti musicali, DJ, produttori, manager, commercianti e consumatori di dischi.
La prima cerimonia di premiazione degli Italian Music Awards si è tenuta il 5 febbraio 2001 ed ha riguardato i risultati ottenuti nel periodo tra il 1º dicembre 1999 e il 30 novembre 2000, mentre la quarta ed ultima premiazione si è tenuta il 15 dicembre 2003.
Una quinta edizione della manifestazione era stata inizialmente programmata per la fine del 2004, ma dopo essere stata rimandata al febbraio del 2005 e poi alla primavera dello stesso anno, fu cancellata a causa della mancanza di un accordo con la RAI per la trasmissione dell'evento malgrado ciò furono comunque consegnati i premi.
Il vuoto lasciato dalla cancellazione degli Italian Music Awards è stato in seguito riempito dai Music Awards (nome assunto nel 2014) , avviati nel 2007 con il nome di Wind Music Awards.

## Prima edizione
Nella prima edizione, gli artisti che hanno ottenuto il maggior numero di premi sono stati i Lùnapop, che si sono aggiudicati 4 statuette, seguiti da Carmen Consoli, che ha vinto in due diverse categorie.
Miglior artista maschile italiano
- Artista vincitore: Adriano Celentano
- Altri artisti nominati:
  - Biagio Antonacci
  - Franco Battiato
  - Alex Britti
  - Luciano Ligabue
  - Eros Ramazzotti

Miglior artista femminile italiana
- Artista vincitrice: Carmen Consoli
- Altre artiste nominate:
  - Elisa
  - Irene Grandi
  - Mina
  - Laura Pausini

Rivelazione italiana
- Artista vincitore: Lùnapop
- Altri nominati:
  - Carlotta
  - Eiffel 65
  - Subsonica
  - Tricarico

Miglior artista dance italiano
- Artista vincitore: Eiffel 65
- Altri artisti nominati:
  - Alexia
  - Gigi D'Agostino
  - Prezioso
  - Spiller

Miglior gruppo italiano
- Gruppo vincitore: Lùnapop
- Altri gruppi nominati:
  - Avion Travel
  - Bluvertigo
  - Paola & Chiara
  - Subsonica

Miglior tour italiano
- Artista vincitore: Luciano Ligabue
- Altri artisti nominati:
  - Claudio Baglioni
  - Carmen Consoli
  - Jovanotti
  - Lùnapop

Miglior singolo italiano
- Singolo vincitore: Qualcosa di grande dei Lùnapop[12]
- Altri singoli nominati:
  - Parole di burro di Carmen Consoli
  - Un giorno migliore dei Lùnapop
  - Vamos a bailar (Esta vida nueva) di Paola & Chiara
  - Io sono Francesco di Tricarico

Miglior videoclip italiano
- Videoclip vincitore: Parole di burro di Carmen Consoli
- Altri videoclip nominati:
  - Una su 1.000.000 di Alex Britti
  - File Not Found di Jovanotti
  - Qualcosa di grande dei Lùnapop
  - Fuoco nel fuoco di Eros Ramazzotti

Miglior album italiano
- Album vincitore: ...Squérez? dei Lùnapop
- Altri album nominati:
  - Canzoni a manovella di Vinicio Capossela
  - Esco di rado e parlo ancora meno di Adriano Celentano
  - Stato di necessità di Carmen Consoli
  - Stilelibero di Eros Ramazzotti
  - Microchip emozionale dei Subsonica

Miglior artista femminile internazionale
- Artista vincitrice: Anastacia
- Altre artiste nominate:
  - Macy Gray
  - Jennifer Lopez
  - Madonna
  - Sade

Miglior gruppo internazionale
- Gruppo vincitore: U2
- Altri gruppi nominati:
  - The Beatles
  - blink-182
  - Coldplay
  - Morcheeba
  - Red Hot Chili Peppers

Miglior artista maschile internazionale
- Artista vincitore: Carlos Santana
- Altri artisti nominati:
  - Craig David
  - Eminem
  - Lenny Kravitz
  - Moby

## Seconda edizione
La seconda edizione del premio si è svolta il 26 novembre 2001 ed ha visto un massiccio aumento del numero di riconoscimenti assegnati.
Miglior album italiano
- Album vincitore: Stupido hotel di Vasco Rossi
- Altri album nominati:
  - Canzoni a manovella di Vinicio Capossela
  - Esco di rado e parlo ancora meno di Adriano Celentano
  - Iperbole di Raf
  - La descrizione di un attimo dei Tiromancino

Miglior singolo italiano
- Singolo vincitore: Luce (tramonti a nord est) di Elisa
- Altri singoli nominati:
  - Infinito di Raf
  - Tre parole di Valeria Rossi
  - Due destini dei Tiromancino
  - Io sono Francesco di Tricarico

Miglior artista femminile italiana
- Artista vincitrice: Elisa
- Altre artiste nominate:
  - Giorgia
  - Irene Grandi
  - Fiorella Mannoia
  - Mina
  - Valeria Rossi

Miglior artista maschile italiano
- Artista vincitore: Vasco Rossi
- Altri artisti nominati:
  - Adriano Celentano
  - Raf
  - Eros Ramazzotti
  - Zucchero Fornaciari

Miglior gruppo italiano
- Gruppo vincitore: 883
- Altri gruppo nominati:
  - Delta V
  - Eiffel 65
  - Tiromancino
  - Lùnapop

Miglior rivelazione italiana
- Artista vincitore: Valeria Rossi
- Altri artisti nominati:
  - Tiziano Ferro
  - Neffa
  - Tiromancino
  - Velvet

Miglior videoclip italiano
- Videoclip vincitore: L'ultimo bacio di Carmen Consoli
- Altri videoclip nominati:
  - Luce (tramonti a nord est) di Elisa
  - Infinito di Raf
  - Siamo soli di Vasco Rossi
  - Baila di Zucchero

Miglior tour italiano
- Artista vincitore: Vasco Rossi
- Altri artisti nominati:
  - Vinicio Capossela
  - Carmen Consoli
  - Pino Daniele
  - Eros Ramazzotti

Miglior artista dance italiano
- Artista vincitore: Gigi D'Agostino
- Altri artisti nominati:
  - Alexia
  - Eiffel 65
  - Planet Funk
  - Spiller

Miglior arrangiamento italiano
- La mia signorina di Neffa

Miglior testo
- Il cuoco di Salò di Francesco De Gregori

Miglior composizione musicale
- Luce (tramonti a nord est) di Elisa

Miglior produttore
- Manuel Agnelli ed Enzo Miceli

Miglior progetto grafico
- Imaginaria degli Almamegretta e Iperbole di Raf

Miglior produttore dance
- Gigi D'Agostino

Miglior colonna sonora
- Le fate ignoranti

Miglior album internazionale
- Album vincitore: All That You Can't Leave Behind degli U2
- Altri album nominati:
  - Born to Do It di Craig David
  - No Angel di Dido
  - Music di Madonna
  - Reveal dei R.E.M.

Miglior singolo internazionale
- Singolo vincitore: Trouble dei Coldplay
- Altri singoli nominati:
  - Crying at the Discoteque degli Alcazar
  - Clint Eastwood dei Gorillaz
  - Don't Tell Me di Madonna
  - Me gustas tú di Manu Chao

Miglior artista femminile internazionale
- Artista vincitrice: Anastacia
- Altre artiste nominate:
  - Björk
  - Dido
  - Macy Gray
  - Madonna

Miglior artista maschile internazionale
- Artista vincitore: Lenny Kravitz
- Altri artisti nominati:
  - Craig David
  - Manu Chao
  - Moby
  - Robbie Williams

Miglior gruppo internazionale
- Gruppo vincitore: U2
- Altri gruppi nominati:
  - Coldplay
  - Gorillaz
  - Jamiroquai
  - R.E.M.

## Terza edizione
La terza edizione della manifestazione, condotta da Piero Chiambretti, si è svolta il 2 dicembre 2002.
Miglior album italiano
- Album vincitore: Fuori come va? di Luciano Ligabue
- Altri album nominati:
  - Then Comes the Sun di Elisa
  - Rosso relativo di Tiziano Ferro
  - Amorematico dei Subsonica
  - Shake di Zucchero Fornaciari

Miglior singolo italiano
- Singolo vincitore: Salirò di Daniele Silvestri
- Altri singoli nominati:
  - Rosso relativo di Tiziano Ferro
  - Vivi davvero di Giorgia
  - Eri bellissima di Luciano Ligabue
  - La rondine di Mango

Miglior artista femminile italiana
- Artista vincitrice: Carmen Consoli
- Altre artiste nominate:
  - Alexia
  - Elisa
  - Giorgia
  - Laura Pausini

Miglior artista maschile italiano
- Artista vincitore: Luciano Ligabue
- Altri artisti nominati:
  - Tiziano Ferro
  - Mango
  - Francesco Renga
  - Daniele Silvestri
  - Zucchero

Miglior gruppo italiano
- Gruppo vincitore: Planet Funk
- Altri gruppi nominati:
  - Articolo 31
  - Gabin
  - Nomadi
  - Subsonica

Miglior rivelazione italiana
- Artista vincitore: Planet Funk
- Altri artisti nominati:
  - Gabin
  - Valentina Giovagnini
  - Moony
  - Yu Yu

Miglior videoclip italiano
- Videoclip vincitore: Quello che capita degli 883
- Altri videoclip nominati:
  - Vivi davvero di Giorgia
  - Stupido hotel di Vasco Rossi
  - Nuvole rapide dei Subsonica
  - Ahum di Zucchero
  - Salirò di Daniele Silvestri

Miglior tour italiano
- Artista vincitore: Luciano Ligabue
- Altri artisti nominati:
  - Francesco De Gregori
  - Ron
  - Pino Daniele
  - Fiorella Mannoia
  - Elisa
  - Subsonica
  - Zucchero

Miglior artista dance
- Artista vincitore: Planet Funk
- Altri artisti nominati:
  - Eiffel 65
  - Datura
  - Gigi D'Agostino
  - Yu Yu

Miglior testo italiano
- Quello che non c'è degli Afterhours e Stupido hotel di Vasco Rossi

Miglior arrangiamento italiano
- Salirò di Daniele Silvestri e Nuvole rapide dei Subsonica

Miglior composizione musicale italiana
- Salirò di Daniele Silvestri

Miglior produzione italiana
- Enzo Miceli

Miglior progetto grafico italiano
- Amorematico dei Subsonica

Miglior colonna sonora italiana
- Luce dei miei occhi di Ludovico Einaudi

Miglior produzione dance italiana
- Molella

Miglior sincronizzazione italiana
- Any Other Name di Thomas Newman, nello spot BMW Serie 3 Hong Kong

Miglior artista femminile internazionale
- Artista vincitrice: Anastacia
- Altre artiste nominate:
  - Norah Jones
  - Alicia Keys
  - Kylie Minogue
  - Shakira

Miglior artista maschile internazionale
- Artista vincitore: Bruce Springsteen
- Altri artisti nominati:
  - Eminem
  - Lenny Kravitz
  - Moby
  - Robbie Williams

Miglior gruppo internazionale
- Gruppo vincitore: Red Hot Chili Peppers
- Altri gruppi nominati:
  - Coldplay
  - Jamiroquai
  - Morcheeba
  - Noir Désir

Miglior rivelazione internazionale
- Artista vincitore: Norah Jones
- Altri artisti nominati:
  - Alicia Keys
  - Las Ketchup
  - Noir Désir
  - Shakira

Premio classica / vocale
- Schoenberg: Gurrelieder. Dir. Simon Rattler

Premio Jazz
- Footprints Live! di Wayne Shorter

Premio speciale FIMI - Artista italiano nel mondo
- Zucchero

Premio speciale FIMI alla carriera
- Elton John

Premio Alice artista Web dell'anno
- Lenny Kravitz e Francesco Renga

Premio Alice vota l'emozione straordinaria
- Francesco Renga
- Premio Radiofonico RTL
- Mark Knopfler

## Quarta edizione
La quarta ed ultima edizione degli Italian Music Awards si è svolta nel dicembre 2003.
Miglior artista femminile italiana
- Artista vincitrice: Carmen Consoli
- Altre artiste nominate:
  - Elisa
  - Giorgia
  - Irene Grandi
  - Laura Pausini

Miglior artista maschile italiano
- Artista vincitore: Eros Ramazzotti
- Altri artisti nominati:
  - Sergio Cammariere
  - Cesare Cremonini
  - Morgan
  - Vasco Rossi

Miglior gruppo italiano
- Gruppo vincitore: Le Vibrazioni
- Altri gruppi nominati:
  - Gemelli DiVersi
  - Negrita
  - Planet Funk
  - Subsonica
  - Tiromancino

Miglior artista dance italiano
- Artista vincitore: Planet Funk
- Altri artisti nominati:
  - Eiffel 65
  - Gigi D'Agostino
  - Molella
  - Prezioso

Miglior album italiano
- Album vincitore: 9 di Eros Ramazzotti
- Altri album nominati:
  - L'eccezione di Carmen Consoli
  - Le Vibrazioni di Le Vibrazioni
  - Tracks di Vasco Rossi
  - In continuo movimento dei Tiromancino

Miglior singolo italiano
- Singolo vincitore: Gocce di memoria di Giorgia
- Altri singoli nominati:
  - Mary dei Gemelli DiVersi
  - Prima di partire per un lungo viaggio di Irene Grandi
  - Dedicato a te di Le Vibrazioni
  - Per me è importante dei Tiromancino

Miglior rivelazione italiana
- Artista vincitore: Le Vibrazioni
- Altri artisti nominati:
  - Roberto Angelini
  - Sergio Cammariere
  - Dj Francesco
  - Morgan

Miglior videoclip italiano
- Videoclip vincitore: Shpalman® di Elio e le Storie Tese e Max Pezzali
- Altri videoclip nominati:
  - Gocce di memoria di Giorgia
  - Dedicato a te di Le Vibrazioni
  - Un'emozione per sempre di Eros Ramazzotti
  - Per me è importante dei Tiromancino

Miglior tour italiano
- Artista vincitore: Vasco Rossi
- Altri artisti nominati:
  - Claudio Baglioni
  - Alex Britti
  - Carmen Consoli
  - Giorgia

Miglior artista femminile internazionale
- Artista vincitrice: Dido
- Altre artiste nominate:
  - Beyoncé
  - Jennifer Lopez
  - Madonna
  - Skin

Miglior artista maschile internazionale
- Artista vincitore: Robbie Williams
- Altri artisti nominati:
  - 50 Cent
  - Ben Harper
  - Eminem
  - Bruce Springsteen

Miglior gruppo internazionale
- Gruppo vincitore: Coldplay
- Altri gruppi nominati:
  - Evanescence
  - Simply Red
  - Tribalistas
  - U2

Miglior rivelazione internazionale
- Artista vincitore: Tribalistas
- Altri artisti nominati:
  - 50 Cent
  - Evanescence
  - Sean Paul
  - Will Young

Premio speciale FIMI - Contributo all'industria
- Nomadi

Miglior progetto grafico
- Canzoni dell'appartamento di Morgan

Premio speciale FIMI - Ambasciatore della musica italiana nel mondo
- Luciano Pavarotti

Premio speciale FIMI - Special Award
- Vasco Rossi

Premio speciale RTL 102.5
- Alex Britti

Premio speciale Cornetto Free Music Festival Live
- Simple Mind

## Quinta edizione
La quinta edizione degli Italian Music Awards avrebbe dovuto svolgersi nel febbraio 2004, ma non fu fatta, nonostante tutto furono consegnati i seguenti premi.
Miglior artista femminile italiana
- Artista vincitrice: Laura Pausini
- Altre artiste nominate:
  - Elisa
  - Giorgia
  - Irene Grandi
  - Fiorella Mannoia

Miglior artista maschile italiano
- Artista vincitore: Vasco Rossi
- Altri artisti nominati:
  - Luciano Ligabue
  - Biagio Antonacci
  - Tiziano Ferro
  - Zucchero Fornaciari

Miglior gruppo italiano
- Gruppo vincitore: Articolo 31
- Altri gruppi nominati:
  - Paola & Chiara
  - Negrita
  - Eiffel 65
  - Pooh
  - Nomadi

Miglior artista dance italiano
- Artista vincitore: Eiffel 65
- Altri artisti nominati:
  - Gigi D'Agostino
  - Fargetta
  - Molella
  - Prezioso

Miglior album italiano
- Album vincitore: Buoni o cattivi di Vasco Rossi
- Altri album nominati:
  - 111 di Tiziano Ferro
  - Convivendo di Biagio Antonacci
  - Passi d'autore di Pino Daniele
  - Resta in ascolto di Laura Pausini

Miglior singolo italiano
- Singolo vincitore: Resta in ascolto di Laura Pausini
- Altri singoli nominati:
  - Calma e sangue freddo di Luca Dirisio
  - Sere nere di Tiziano Ferro
  - Il grande Baboomba Zucchero
  - Lo strano percorso di Max Pezzali

Miglior rivelazione italiana
- Artista vincitore: Luca Dirisio
- Altri artisti nominati:
  - Roberto Angelini
  - Caparezza
  - Dj Francesco
  - Morgan

Miglior tour italiano
- Artista vincitore: Vasco Rossi
- Altri artisti nominati:
  - Claudio Baglioni
  - Luciano Ligabue
  - Zucchero
  - Tiziano Ferro

Premio speciale FIMI - Contributo all'industria
- Max Pezzali

Premio speciale FIMI - Ambasciatore della musica italiana nel mondo
- Andrea Bocelli

Premio speciale FIMI - Special Award
- Cesare Cremonini

Premio speciale RTL 102.5
- Biagio Antonacci